# 현일고등학교
현일고등학교(現一高等學校)은 대한민국 경상북도 구미시 고아읍 항곡리에 위치한 사립 고등학교이다.

## 학교 연혁
- 1953년 3월 1일 : 고아고등공민학교 인가
- 1953년 4월 6일 : 개교, 초대 장명상 교장 취임
- 1964년 10월 20일 : 학교법인 고아학원 설립 인가
- 1975년 3월 3일 : 고아고등학교 개교, 제1회 입학식 (2학급)
- 1991년 11월 1일 : 중학교, 고등학교 분리
- 1994년 3월 23일 : 배구단 창단
- 1996년 3월 1일 : 교명 변경(현일고등학교)
- 2003년 6월 12일 : 남학생 생활관(청람관) 준공
- 2005년 6월 27일 : 여학생 생활관(향학관) 준공
- 2005년 8월 17일 : 고등학교 1학년 2학급 증설(10학급) 인가
- 2006년 11월 6일 : 설립자 월파 장명상 선생 흉상 제막
- 2013년 3월 25일 : 경상북도교육청 지정 농산어촌 명품고 운영
- 2020년 12월 8일 : 고교학점제 선도학교 선정
- 2024년 2월 7일 : 제47회 졸업식, 총 14,000명 졸업
- 2024년 3월 1일 : 제6대 신수열 교장 취임
- 2024년 3월 4일 : 제50회 입학식 신입생 242명 입학

## 참고 자료
- 현일고등학교 - 한국교육학술정보원 학교알리미